# Dimos Grevena
Dimos Grevena (Grevena) är en kommun i Grekland.   Den ligger i prefekturen Nomós Grevenón och regionen Västra Makedonien, i den norra delen av landet, 300 km nordväst om huvudstaden Aten. Antalet invånare är 25 522.